# Neurotropismo
El término neurotropismo puede hacer referencia a una atracción, hoy demostrada, entre dos fragmentos nerviosos. Esto origina que un nervio seccionado tienda a dirigirse hacia otro conducto nervioso. Se cree que la causa de esta afinidad se debe a la presencia de quimiotaxis, la cual se produce cuando ciertas células se ven atraídas por ciertos factores químicos, siendo en este caso el NGF (Nerve Growth factor = Factor de crecimiento nervioso) uno de los que más participarían en el proceso. En el caso del neurotropismo parece que esta quimiotaxis provoca no sólo afinidad de una célula nerviosa por otra también nerviosa, sino por otra del mismo tipo. Así una célula nerviosa sensitiva es atraída por otra también sensitiva, y lo mismo ocurre con una célula nerviosa motora.
Otra acepción de neurotropismo hace referencia a la afinidad y habilidad de invadir y vivir en tejido nervioso. Este es el caso de virus como el Herpes simplex, Virus japonés de encefalitis, del Sarampión, Varicela zoster, HIV-1 y HIV-2,  Virus Junín, Virus A de gripe aviar, de la Rabia, Coronavirus, Enterovirus 71, Virus adeno-asociado (un tipo de parvovirus), y otros. También es el caso de tumores o cánceres como el Melanoma desmoplásico (un tipo raro y agresivo de cáncer de piel), Cáncer de páncreas, Carcinoma de células escamosas (es el segundo cáncer de la piel más común después del carcinoma basocelular), todas las formas de Carcinoma adenoide quístico y otros. El neurotropismo aumenta la posibilidad de recurrencia o recidiva posquirúrgica local, ya que las células tumorales pueden diseminarse a lo largo de los troncos nerviosos a considerable distancia de la masa tumoral principal.